# Stephen Kissa
Stephen Kissa (* 1. Dezember 1995 in Kapchorwa im Distrikt Kapchorwa) ist ein ugandischer Leichtathlet, der sich auf die Langstreckenläufe spezialisiert hat.

## Leben
Stephen Kissa wurde als ältestes von fünf Kindern geboren und wuchs im Dorf Sosho, in der Nähe der Stadt Kapchorwa, auf. Mit der Leichtathletik kam er während seiner Schulzeit erstmals in Berührung. Nach dem Schulabschluss trat er einem Polizeisportverein bei und erhielt zudem eine Anstellung als Gefängniswärter. Heute trainiert er im NNRT Training Camp in Kapchorwa, zusammen mit dem Weltrekordhalter Joshua Cheptegei.
Kissa ist verheiratet und Vater von zwei Söhnen. Durch die Einnahmen aus seinen sportlichen Leistungen konnte er sich in seiner Heimat etwas Land kaufen, auf dem er Ackerbau und Viehzucht betreibt. Kissa zählt die mehrfachen Olympiasieger und Weltmeister Mo Farah und Stephen Kiprotich zu seinen sportlichen Vorbildern. Seit seiner Kindheit ist er Fan des FC Liverpool. Von seinem Mundwinkel verläuft diagonal eine Narbe bis zum Kinn, die ihm als Achtjähriger durch das Horn eines Rindes zugefügt wurde.

## Sportliche Laufbahn
Stephen Kissa trat erstmals 2013 bei den nationalen Meisterschaften an, damals noch über 3000 Meter Hindernis, bei denen er den fünften Platz belegte. Im folgenden Jahr kamen dann auch Rennen über 5000 und 10.000 Meter hinzu. Zudem belegte er den 15. Platz bei den Crosslauf-Afrikameisterschaften. 2015 wurde er Ugandischer Vizemeister über 5000 Meter. 2017 verbesserte er seine Bestzeit über diese Distanz auf 13:13,00 min und erfüllte damit auch die Norm für die Weltmeisterschaften in London und. Zuvor trat er im März bei den Weltmeisterschaften in seinem Heimatland an und startete damit erstmals auf internationalen Ebene für Uganda. In dem Rennen über 10 Kilometer kam er allerdings nicht über Platz 52 hinaus. Bei den Weltmeisterschaften im Oktober über 5000 Meter lief es dann ebenfalls nicht optimal, da Kissa an den Folgen einer MalariaInfektion litt und somit im Vorlauf mehr als 15 Sekunden hinter seiner Bestzeit zurückblieb und sich nicht für das Finale qualifizieren konnte. 2018 lief er im Juli in Lausanne eine Zeit von 13:10,93 min auf seiner Paradestrecke und stellte damit seine persönliche Bestzeit auf. 2019 vertrat Kissa sein Heimatland bei den Afrikaspielen in Rabat. Dabei belegte er im Ziel den neunten Platz. Ende September trat er über die 5000 Meter auch bei den Weltmeisterschaften in Doha an. Im Vorlauf kam er auf eine Zeit von 13:27,36 min, mit der er als Zehnter den Einzug in das Finale verpasste. Im Februar 2020 gab Kissa in Valencia sein Debüt über die Halbmarathondistanz, bei dem er im Vorfeld zum Favoritenkreis gezählt wurde. Er absolvierte die Distanz in exakt einer Stunde und konnte als Zweiter seine Favoritenrolle bestätigen. Ende Oktober verbesserte er sich beim Delhi-Halbmarathon auf eine Zeit von 58:56 min.
Anfang Juni 2021 lief Kissa in den Niederlanden mit 27:26,46 min eine neue Bestzeit über 10.000 Meter. Damit war er für die Olympischen Sommerspiele in Tokio qualifiziert, bei denen er Ende Juli an den Start ging. Den Wettkampf konnte er allerdings nicht beenden. 2022 stellte Kissa im April beim Hamburg-Marathon in 2:04:48 h einen neuen Nationalrekord Ugandas auf. Später im Juli trat er bei den Weltmeisterschaften in den USA über die 10.000 Meter an. Es handelte sich um sein erstes Rennen des Jahres über diese Distanz. Er belegte schließlich den letzten Platz der 24 gestarteten Athleten. Ein Jahr später trat er in Budapest bei den nächsten Weltmeisterschaften zum ersten Mal im Marathon an. In 2:10:22 h lief er dort auf den fünften Platz.

## Bedeutende Wettbewerbe
| Jahr               | Veranstaltung                 | Ort                | Platz              | Disziplin          | Zeit               |
| Startet für Uganda | Startet für Uganda            | Startet für Uganda | Startet für Uganda | Startet für Uganda | Startet für Uganda |
| ------------------ | ----------------------------- | ------------------ | ------------------ | ------------------ | ------------------ |
| 2017               | Crosslauf-Weltmeisterschaften | Kampala            | 52.                | 10 Kilometer       | 31:04 min          |
| 2017               | Weltmeisterschaften           | London             | 29.                | 5000 m             | 13:32,86 min       |
| 2019               | Afrikaspiele                  | Rabat              | 9.                 | 5000 m             | 13:43,79 min       |
| 2019               | Weltmeisterschaften           | Doha               | 18.                | 5000 m             | 13:27,36 min       |
| 2021               | Olympische Sommerspiele       | Tokio              |                    | 10.000 m           | DNF                |
| 2022               | Weltmeisterschaften           | Eugene             | 24.                | 10.000 m           | 29:21,10 min       |
| 2023               | Weltmeisterschaften           | Budapest           | 5.                 | Marathon           | 2:10:22 h          |

## Persönliche Bestleistungen
Freiluft
- 3000 m: 7:54,32 min, 13. Juli 2018, Rabat
- 5000 m: 13:10,93 min, 5. Juli 2018, Lausanne
- 10.000 m: 27:26,46 min, 8. Juni 2021, Hengelo
- Halbmarathon: 58:56, 29. Oktober 2020, Neu-Delhi
- Marathon: 2:04:48 h, 24. April 2022, Hamburg, (ugandischer Rekord)